# Умершие в мае 2013 года
Это список известных людей, соответствующих установленным критериям значимости (см. Википедия:Критерии значимости персоналий), умерших в мае 2013 года.
Причина смерти указывается лишь в исключительных случаях (убийство, самоубийство, гибель в результате военных действий, смертная казнь, ДТП или несчастные случаи). В остальных случаях — не указывается.

## 31 мая
- Ас-Сабуни, Мухаммад — арабский мусульманский учёный и поэт[1].
- Аскеров, Фикрет (70) — азербайджанский кинооператор az:Fikrət Əsgərov
- Белько, Надежда Николаевна (75?) — белорусская судья национальной категории по автоспорту, бывшая автогонщица[2][3].
- Браун, Джеральд (86) — американский физик, лауреат медали имени Макса Планка (1997)[4].
- Госвами, Абир (37) — индийский актёр[5].
- Джин Стэплтон (90) — американская актриса, неоднократный лауреат премий «Золотой глобус» и «Эмми»[6].
- Сандовал, Хайро Мора (26) — коста-риканский эко-активист. Убит[7].
- Тасбергенов, Кошкарбек (58) — казахстанский домбрист, заслуженный артист Казахстана (о смерти объявлено в этот день)[8].

## 30 мая
- Брукс, Дин (96) — американский врач и актёр («Пролетая над гнездом кукушки»)[9].
- Вишневский, Александр Александрович (73) — советский и российский хирург, лауреат Государственной премии СССР, доктор медицинских наук, профессор[10].
- Гхош, Ритупарно (49) — индийский кинорежиссёр[11].
- Дино, Гюзин (102) — турецкая и французская писательница, переводчик и лингвист[12].
- Дель Борго, Эллиот (74) — американский композитор[13].
- Киприан (Куцумбас) (78) — Первоиерарх и Председатель неканонической Греческой старостильной юрисдикции «Синод противостоящих» с титулом Митрополит Оропосский и Филийский[14].
- Парьянне, Юрьё (83) — финский актёр[15].
- Тимербулатов, Шамиль Харисович (62) — российский татарский композитор[16].

## 29 мая
- Агирре Суарес, Рамон (68) — аргентинский футболист («Эстудиантес»), обладатель Межконтинентального кубка (1968)[17].
- Бланшар, Франсуаза (58) — французская актриса («Живая мёртвая девушка»)[18].
- Вали ур-Рехман — пакистанский террорист, заместитель лидера движения «Талибан» в Пакистане, убит в ходе антитеррористической операции[19].
- Вржесинский, Валентин Иванович (85) — российский оперный певец (баритон) и артист оперетты, народный артист РСФСР[20].
- Грили, Эндрю (85) — американский писатель и социолог[21].
- Кузнецов, Виллор Петрович (79) — российский актёр театра и кино, заслуженный артист России[22].
- Раме, Франка (83) — итальянская актриса, драматург и общественный деятель, жена Дарио Фо[23].
- Ровбель, Николай Фомич (86) — новосибирский меценат[24].
- Хэнфт, Хелен (79) — американская актриса [25].

## 28 мая
- Биббия, Нино (91) — итальянский скелетонист, чемпион зимних Олимпийских игр в Санкт-Морице (1948)[26].

- Громлюк, Николай Васильевич (ок. 70) — украинский цветовод, основатель розовой плантации «Трояндова республика»[27].
- Демирель, Назмие (85) — первая леди Турции (1993—2000), жена Сулеймана Демиреля[28].
- Куликов, Виктор Георгиевич (91) — советский военный деятель, Маршал Советского Союза (1977), начальник Генерального штаба (1971—1977), Главнокомандующий Объединёнными вооружёнными силами стран-участниц Варшавского договора (1977—1989), Герой Советского Союза (1981)[29].
- Мулонге, Ирениз (112) — старейшая жительница Франции[30].
- Ромеро, Эдди (88) — филиппинский режиссёр, сценарист и продюсер[31].
- Шмюкле, Герд (95) — западногерманский генерал, первый заместитель командующего объединенными силами НАТО в Европе (1978—1980)[32].

## 27 мая
- Аббас, Яра (26) — журналистка сирийской телекомпании «Аль-Ихбария»; убийство[33].
- Барди, Дьёрдь (92) — венгерский актёр[34][35].
- Виссер, Ингрид (35) — нидерландская волейболистка, чемпионка Европы (1995); убийство (объявлено в этот день)[36][37].
- Карева, Юнона Ильинична (79) — советская актриса, заслуженный деятель искусств России, первая жена Станислава Говорухина, мать Сергея Говорухина[38].
- Литл Тони (Антонио Чаччи) (72) — итальянский певец[39].
- Марюхин, Геннадий Петрович (81) — диктор казахстанского радиовещания[40].
- Муртазалиева, Патимат Ибрагимовна (85) — дагестанская писательница, партийный и общественный деятель, заслуженный работник культуры Российской Федерации (сообщили в Союзе писателей Дагестана)[источник не указан 4451 день].
- Пертви, Билл — британский актёр[41].
- Су, Абдулайе Секу (81 или 82) — малийский политик, премьер-министр (1993—1994)[42].
- Тормозов, Андрей Александрович (30) — чемпион России по пауэрлифтингу; убийство[43].

## 26 мая
- Вэнс, Джек (96) — американский писатель-фантаст[44].
- Градобоев, Игорь Владимирович (41) — белорусский футболист («Белшина»), чемпион Белоруссии (2001)[45].
- Коленьков, Игорь (49) — белорусский спортивный комментатор; инсульт[46].
- Кох, Лотта (100) — немецкая актриса[47].
- Крекель Хильдегард (60) — немецкая актриса[48].
- Мюль, Отто (87) — австрийский художник, представитель венского акционизма[49].
- Трощило, Павел Павлович (53) — белорусский легкоатлет и тренер, двукратный чемпион СССР в беге на средние дистанции, заслуженный тренер Белоруссии[50].

## 25 мая
- Будко, Уолт (87) — американский баскетболист, игравший в НБА (1948—1952)[51].
- Грыбчева, Иванка (66) — болгарский кинорежиссёр[52][53].
- Домуховский, Виктор (64) — грузинский правозащитник, депутат Верховного Совета Грузии от коалиции «Круглый стол — свободная Грузия» (1990—1992)[54].
- Карма, Махендер — индийский политик, входивший в партию Индийский национальный конгресс; убит маоистами[55].
- Кяндарян, Карен Александрович (87) — армянский академик, врач-кардиолог и рентгенолог[56].
- Литл, Маршалл (79) — американский рок-н-ролл-музыкант, известный по своей работе с Биллом Хейли и The Jodimars[57].
- Сорокин, Александр Владимирович (59) — кемеровский журналист, блогер, педагог[58].

## 24 мая
- Борнеманн, Эльза (61) — аргентинская детская писательница[59].
- Гинзбург, Анна Борисовна (85) — молдавская и американская еврейская певица и актриса (идиш)[60].
- Граубнер, Готхард (82) — немецкий художник[61].
- Джонсон, Хейнс (81) — американский журналист, лауреат Пулитцеровской премии (1966)[62].
- Дейвис, Рон (70) — валлийский футболист[63].
- Крозье, Мишель (90) — французский социолог[64].
- Кромбет, Хайме (72) — кубинский политик, секретарь ЦК Коммунистической партии Кубы (1983—1990), заместитель председателя Совета министров, заместитель председателя Национальной ассамблеи (до 2012)[65].
- Кычанов, Евгений Иванович (80) — российский учёный-синолог, тангутовед, доктор исторических наук[66].
- Мартинес Вердуго, Арнольдо (88) — мексиканский политик, последний лидер Мексиканской коммунистической партии (1963—1981)[67].
- Ньютон-Джон, Рона (70) — британская актриса[68].
- Падилья, Рауль (73) — мексиканский киноактёр[69].
- Пучадес, Антонио (87) — испанский футболист[70].
- Раднаев, Саян Владимирович (78) — солист бурятского театра оперы и балета им. Г. Ц. Цыдынжапова, народный артист Российской Федерации[71].
- Тихонова-Визбор, Нина Филимоновна (74) — вдова барда Юрия Визбора, руководитель Фонда его имени, организатор Межрегионального молодёжного фестиваля авторской песни «Распахнутые ветра» им. Ю. Визбора на озере Селигер[72].
- Тодоровский, Пётр Ефимович (87) — советский и российский кинорежиссёр, народный артист РСФСР[73].
- Трус, Леонид Соломонович (84) — российский и израильский правозащитник, почётный председатель новосибирского отделения «Мемориала»[74].
- Хашимов, Уткир (71) — народный писатель Узбекистана, лауреат государственной премии Узбекистана, депутат Олий Мажлиса[75].
- Шиманов, Геннадий Михайлович (75) — русский православный мыслитель, публицист, писатель[76].

## 23 мая
- Лев, Михаил Андреевич (Аронович) (95) — еврейский писатель (идиш)[77].
- Мориц Гессенский (86) — глава Гессенского дома[78]
- Мустаки, Жорж (79) — французский шансонье, бард и композитор; эмфизема лёгких[79].
- Робинсон, Флинн (72) — американский баскетболист, чемпион НБА в составе «Лос-Анджелес Лейкерс» в 1972 году[80].
- Сиснетт, Джеймс (113) — барбадосский долгожитель[81].
- Чернявская, Валентина Степановна (85) — колхозница, Герой Социалистического Труда[82].

## 22 мая
- Батраков, Юрий Васильевич (87) — советский и российский астроном[83].
- Гринхофф, Брайан (60) — английский футболист («Манчестер Юнайтед»)[84].
- Делюсин, Лев Петрович (89) — российский синолог, один из крупнейших специалистов по новейшей истории Китая[85].
- Дютийё, Анри (97) — французский композитор[86].
- Литвиненко, Олег Павлович (81) — советский велогонщик, советский и российский спортивный журналист, призёр чемпионата СССР по трековым гонкам[87].
- Мейвор, Элизабет (85) — британская писательница и биограф[88].
- Райхштейн, Нора Абрамовна (86) — российский театральный режиссёр[89]
- Ригби, Ли (25) — британский солдат, убитый в Лондоне радикальными мусульманами[90].
- Тараков, Дмитрий Архипович (81) — директор Оренбургского машиностроительного завода, Герой Социалистического Труда (1983)[91].
- Торп, Ричард (81) — британский актёр[92].
- Унлу (Унлю), Медет — турецкий бизнесмен, неофициальный «почетный консул Ичкерии»; убит[93].
- Чеследес, Луис де (64) — канадский актёр[94].
- Шарипов, Талгат Мусинович (85) — советский и российский башкирский композитор[95].
- Шмидт, Сигурд Оттович (91) — советский и российский историк и краевед, академик Российской академии образования[96].

## 21 мая
- Болдер, Тревор (62) — британский музыкант (бас-гитарист «Uriah Heep»)[97].
- Бурсейе, Антуан (82) — французский актёр и театральный режиссёр[98].
- Бюрстатте, Фил (44) — американский музыкант («White Zombie»)[99].
- Веннер, Доминик (78) — французский писатель и историк; самоубийство[100].
- Воробьёв, Валерий Петрович (48) — соавтор международного патриотического интернет-проекта «Герои страны»[101].
- Григорьев, Александр Иванович (89) — ветеран Великой Отечественной войны, Герой Советского Союза (1944)[102].
- Кристиан, граф Розенборг (70) — датский принц из династии Глюксбургов[103].
- Муталиев, Джамалейл Макшарипович (36) — ингушский террорист, лидер Джамаат Галгайче; убит в ходе антитеррористической операции[104].

## 20 мая
- Дорофеев, Вячеслав Сергеевич (73) — советский хоккеист, трёхкратный чемпион СССР по хоккею с мячом (1963, 1964, 1965)[105].
- Доу, Уильям (88) — канадский хоккеист, чемпион зимних Олимпийских игр в Осло (1952)[106].
- Зевеке, Александр Васильевич (89) — советский и российский учёный-нейрофизиолог.
- Манзарек, Рэй (74) — американский музыкант, продюсер, автор песен, один из основателей и клавишник группы «The Doors»[107].
- Масеко, Йеван (70) — зимбабвийский политик и дипломат, губернатор Северного Матабелеленда, посол в Алжире, России и на Кубе[108].
- Мелик-Пашаева, Алла Александровна (77) — российская тележурналистка и общественный деятель[109].
- Мусса, Идрис Нделе (60) — чадский политик, председатель Панафриканского парламента (2009—2012)[110].
- Нарыков, Виктор Дмитриевич (72) — российский тренер, признанный лучшим тренером XX столетия по спортивной акробатике[111].
- Тимирясов, Виталий Гайнуллович (75) — советский и российский экономист; основатель и ректор казанского Института экономики, управления и права[112].
- Топсё, Фредерик (99) — основатель и руководитель датской компании Haldor Topsoe, один из самых богатых людей Дании[113].
- Элиассон, Андерс (66) — шведский композитор[114].

## 19 мая
- Ванген, Андерс (53) — норвежский оперный певец[115].
- Добровольский, Алексей Александрович (74) — русский идеолог неоязычества[116].
- Монни, Карло (69) — итальянский актёр[117].
- Робертс, Дени (90) — британский юрист, главный судья Гонконга (1979—1988)[118].
- Флорес, Белла (84) — филиппинская актриса[119].
- Кабирова, Лютфия Рашиджановна (80) — таджикская советская оперная певица (сопрано). Народная артистка СССР[120].

## 18 мая
- Басати, Вячеслав Борисович (49) — российский бизнесмен, генеральный директор ЗАО «Меркурий Девелопмент», построившего самый высокий небоскрёб Европы «Меркурий Сити Тауэр»[121].
- Балабанов, Алексей Октябринович (54) — российский кинорежиссёр, сценарист, продюсер и актёр[122].
- Бенков, Йо (Йозеф Элиас Бенкович) (88) — норвежский политик еврейского происхождения, президент Стортинга (1985—1993)[123].
- Клее, Эрнст (71) — немецкий историк и писатель, лауреат премии Ганса и Софи Шолль (1997)[124].
- Мараногли, Евгений Даутович (61) — российский дрессировщик, клоун; убийство[125].
- Нам Док У (89) — южнокорейский политик, премьер-министр Республики Корея (1980—1982)[126].
- Родионов, Алексей Алексеевич (91) — советский дипломат; министр иностранных дел РСФСР (1968—1971), Чрезвычайный и Полномочный Посол СССР в Республике Бирманский Союз (1966—1968), в Исламской Республике Пакистан (1971—1974), в Турции (1974—1983), в Канаде (1983—1990)[127].
- Форрест, Стив (87) — американский актёр, лауреат премии «Золотой глобус» (1954)[128].
- Хагизаде, Мирали (37) — иранский бизнесмен; убит в Азербайджане[129].
- Хэкфорт-Джонс, Пенн (64) — австралийская актриса[130].
- Шахид Хусейн, Захра — вице-президент партии «Пакистанское движение за справедливость»; убийство[131].
- Шмид, Лотар (85) — немецкий шахматист, гроссмейстер (1959), гроссмейстер ИКЧФ (1959), международный арбитр (1975)[132].
- Яцковский, Марек (66) — польский рок-музыкант[133].

## 17 мая
- Агаев, Эльдар Аскер оглы (57) — советский и азербайджанский военный деятель, Национальный Герой Азербайджана[134].
- Видела, Хорхе Рафаэль (87) — аргентинский военный и государственный деятель, президент Аргентины (1976—1981)[135].
- Годдард, Джон (88) — американский учёный-антрополог и путешественник, многократный рекордсмен Книги Гиннесса[136].
- Гомон, Филипп (40) — французский велогонщик, бронзовый призёр летних Олимпийских игр в Барселоне 1992 года в командной шоссейной гонке[137].
- Макаров, Сергей (63) — российский концертмейстер и композитор, суфлёр Большого театра[138].
- Мухтаров, Абдулла Ибрагимович (94) — советский и азербайджанский физик, член-корреспондент Национальной академии наук Азербайджана[139].
- Рехэйс, Йером (73) — нидерландский актёр[140].
- Сенопальников, Александр Владимирович (55) — советский и российский работник правоохранительных органов; глава УФСКН по Самарской области, бывший начальник уголовного розыска по Тульской области, генерал-лейтенант полиции[141].
- Харпер, Элайджа (64) — канадский политик, вождь племени Кри[142].
- Шаперо, Гарольд (93) — американский классический композитор[143].
- Шульц, Петер (83) — немецкий политик, мэр Гамбурга (1971—1974)[144].

## 16 мая
- Кокорин, Иван Николаевич (85) — директор горно-химического комбината Железногорска (1979—1989)[145].
- Комарек, Вальтер (82) — чешский политик, видный деятель «бархатной революции», почётный председатель Чешской социал-демократической партии (с 2011)[146].
- Мататова, Бикель (84) — дагестанско-израильская актриса[147].
- Рорер, Генрих (79) — швейцарский физик, лауреат Нобелевской премии (1986)[148].
- Салтуп, Григорий Борисович (60) — писатель, художник, скульптор[149].
- Шейн, Пол (72) — британский актёр[150].

## 15 мая
- Анисимкова, Маргарита Кузьминична (85) — российская югорская писательница[151].
- Болотов, Алексей Васильевич (50) — российский альпинист, покоривший 11 восьмитысячников из 14; погиб при восхождении на Эверест[152].
- Востроилов, Владимир Трофимович (77) — советский футбольный вратарь («Локомотив» Москва, «Зенит» Ленинград), тренер[153].
- Киршин, Виктор Николаевич (86) — российский тележурналист и поэт[154].
- Ланс, Альберт (87) — австралийский и французский оперный певец (тенор)[155].
- Пенгерн, Артюс де (56) — французский киноактёр, сценарист, режиссёр[156].
- Поликанин, Евгений Иванович (80) — чемпион мира (1954), многократный призёр и рекордсмен международных и всесоюзных соревнований по пулевой стрельбе, заслуженный мастер спорта (1990), заслуженный тренер СССР (1962) и РФ (1992), президент Стрелкового союза России (1992—2002)[157].
- Рахимов, Рахмат Рахимович (75) — советский и российский этнограф[158].
- Роза, Энрике (67) — исполняющий обязанности президента Гвинеи-Бисау (2003—2005), рак лёгких[159].
- Счастная, Нинель Ивановна (79) — художница, заслуженный деятель искусств Белоруссии[160].

## 14 мая
- Козлов, Анатолий Иванович (73) — советский хоккеист («Химик» Воскресенск), советский и российский тренер, дважды бронзовый призёр чемпионатов СССР (1965, 1970), чемпион Австрии (1974, 1975), заслуженный тренер России (1988)[161].
- Миньков, Георгий Алексеевич (88) — почётный полярник, участник первой Советской Антарктической экспедиции.
- Чилингарян, Арсен Абрикович (47) — советский футболист («Арарат»), тренер[162].

## 13 мая
- Балуев, Анатолий Данилович (67) — российский кинорежиссёр[163].
- Басария, Этери Фёдоровна (63) — абхазская писательница[164].
- Бельок, Кармен (60) — испанская актриса[165].
- Бразерс, Джойс (85) — американская актриса и психолог[166].
- Бор, Андре (90) — французский политик, министр и государственный секретарь (1966—1978)[167].
- Воротилин, Станислав Петрович (74) — советский футболист («Шинник»), заслуженный тренер России[168].
- Дени, Андре (65) — бельгийский политик, губернатор Восточной Фландрии (2004—2013)[169].
- Ена, Василий Георгиевич (89) — советский и украинский географ, ландшафовед.
- Лутринг, Лучано (75) — итальянский и французский грабитель банков[170].
- Маккензи, Робин (82) — новозеландский физиотерапевт, автор методики Маккензи[171].
- Мамаев, Виктор Викторович (58) — советский и российский актёр (объявлено в этот день)[172].
- Платонов, Юрий Андреевич (79) — российский актёр театра и кино, заслуженный артист РСФСР[173].
- Розенберг, Михаил Григорьевич (88) — российский юрист, специалист по правовому регулированию внешней торговли, профессор Всероссийской академии внешней торговли[174].
- Романовский, Владимир Вацлавович (55) — советский белорусский спортсмен, чемпион летних Олимпийских игр в Монреале (1976) на байдарке-двойке (с С. Нагорным) на дистанции 1000 м, двукратный чемпион мира (1981, 1982)[175].
- Тувин, Фёдор Владимирович (39) — советский и российский футболист[176].
- Уолтц, Кеннет Нил (88) — американский политолог, президент Американской ассоциации политической науки[177].
- Херригель, Отто (75) — намибийский политик, министр финансов (1990—1992)[178].
- Шукевич, Евгений Михайлович (98) — советский тренер по лёгкой атлетике, заслуженный тренер СССР[179].

## 12 мая
- Авельяна, Дейзи (96) — филиппинская актриса, национальная артистка Филиппин[180].
- Агоштон-Менделеньи, Юдит (76) — венгерская фехтовальщица, чемпион летних Олимпийских игр в Токио (1964) в командном первенстве на рапирах[181].
- Алексеев, Сергей Сергеевич (88) — российский учёный и правовед, один из непосредственных авторов действующей Конституции РФ, член-корреспондент РАН[182].
- Бьёрнстад, Олаф (82) — норвежский лыжник, победитель Турне четырёх трамплинов (1953/54)[183].
- Дарсадзе, Гела (50) — грузинский баскетболист[184].
- Исмаилова, Гульфайрус Мансуровна (83) — казахстанская художница и актриса, народный художник Казахской ССР[185].
- Ланггут, Герд (66) — немецкий политолог и писатель[186].
- Ромеро, Константино (65) — испанский актёр[187][188].

## 11 мая
- Горностаев, Александр Алексеевич (54) — украинский футбольный арбитр международной категории; умер на футбольном поле во время матча[189].
- Кларе, Эммануэль (44) — французская биатлонистка, чемпионка мира 1996 года[190].
- Портной, Идель Шамшович (96) — советский военнослужащий, единственный кавалер пяти орденов Отечественной войны I степени, полковник, политрук советский военнослужащий, единственный кавалер пяти орденов Отечественной войны I степени, полковник, политрук.
- Питерс, Арнольд (87) — британский актёр[191][192].
- Смирнов, Владимир (55) — российский вологодский композитор, бард[193].
- Уивер, Рон (75) — американский продюсер, лауреат премии Эмми[194].
- Фарман, Джо (82) — британский физик, который совместно с Дж. Шанклином[англ.], и Б. Гардинером открыл озоновую дыру над Антарктидой (1985)[195].
- Хабалов, Олег Тимофеевич (80) — актёр театра «Ромэн» и кино, заслуженный артист России, народный артист Республики Северная Осетия — Алания[196];.
- Юраш, Игорь Васильевич (43) — российский актёр; погиб при совершении прыжка с парашютом[197].

## 10 мая
- Абдуллаева, Мавлюда Наджмиддиновна (71) — ректор Таджикского государственного института языков им. С. Улугзода (1991—2003), профессор-славист[198].
- Даулинг, Винсент[англ.] (83) — ирландский актёр и режиссёр[199][200].
- Комаров, Алексей Филиппович (91) — советский спортсмен и тренер о академической гребле, серебряный призёр летних Олимпийских игр в Хельсинки (1952)[201]
- Насонов, Анатолий Павлович (59) — российский государственный деятель, руководитель Росавтодора (1996, 2004), заместитель председателя правительства Московской области; сердечный приступ[202].
- Торновой, Владислав Андреевич
- Эдельштейн, Геннадий Михайлович (51) — латвийский музыкант[203].
- Яковлев, Игорь Николаевич (83) — советский и латвийский деятель кинематографа, звукорежиссёр, звукооператор, композитор и музыкант, четырежды лауреат премии «Большой Кристап»

## 9 мая
- Коновалов, Виталий Фёдорович (80) — министр атомной энергетики и промышленности СССР (1989—1991)[204].
- Ланда, Альфредо (80) — испанский актёр, лауреат Каннского кинофестиваля и премии Гойя[205].
- Лидер, Джордж (95) — американский политик, губернатор штата Пенсильвания (1955—1959)[206].
- Луго Хиль, Умберто (79) — мексиканский политик, губернатор штата Идальго (1998—1999)[207].
- Мегвинетухуцеси, Отар Вахтангович (81) — советский и грузинский актёр театра и кино, народный артист СССР (1979)[208].
- Миссони, Оттавио (92) — итальянский дизайнер, основатель дизайнерского дома Missoni[209].
- Михайлов, Олег Николаевич (литературовед) (80) — русский прозаик, литературовед, исследователь литературы первой волны русской эмиграции; погиб в пожаре на своей даче[210].
- Олиньи, Югетт[англ.] (91) — канадская актриса[211].
- Рязанов, Алексей Васильевич (91) — генерал-майор артиллерии, участник Великой Отечественной войны и военного парада 1941 года в Москве[212][213].
- Симпсон, Эндрю (36) — британский яхтсмен, чемпион летних Олимпийских игр (2008), чемпион мира (2010), неоднократный призёр чемпионатов мира и Европы; несчастный случай[214].
- Шпигель, Борух (Бронислав) (93) — один из последних участников восстания в Варшавском гетто и участник Варшавского восстания 1944 года[215].
- Шутов, Валерий Агафангелович (84) — генеральный директор Ижевского радиозавода (1978—1992), лауреат Государственной премии Российской Федерации[216].

## 8 мая
- Бакиров, Филарит Абдулгазимович (63) — российский актёр, народный артист Республики Башкортостан (1995)[217].
- Ватников, Иосиф Ефимович (90) — российский шахматист, международный мастер (1977)[218].
- Вермеш, Геза (88) — британский теолог, историк религии, специалист по Кумранским рукописям[219].
- Виллард, Даллас[англ.] (77) — американский философ[220].
- Зер, Петер (61) — немецкий режиссёр[221].
- Кастивия, Хосе Мария (87) — испанский футболист[222]
- Купер, Джинн (84) — американская актриса[223].
- Мид, Тейлор (88) — американский актёр[224].
- Сана, Андре (92) — архиепископ Киркука Халдейской католической церкви (1977—2003)[225].
- Форбс, Брайан (86) — британский актёр, сценарист и режиссёр, лауреат Сан-Себастьянского кинофестиваля (1960), лауреат премии BAFTA (1961)[226].

## 7 мая
- Виллериус, Ян (74) — нидерландский футболист[227].
- Вудс, Обри (85) — британский актёр[228].
- Кох, Лотте (100) — бельгийская и немецкая актриса[229].
- Лим Пхайк Гань (97) — малайзийская женщина-юрист, дипломат и общественный и политический деятель.
- Маццола, Феруччо (65) — итальянский футболист, чемпион Италии (1974), брат Сандро Маццолы, сын Валентино Маццолы[230].
- Рауофер, Петер (48) — австрийский диджей и продюсер, лауреат премии «Грэмми» (2000); опухоль мозга[231].
- Руис де Луна, Альфредо (64) — испанский художник-керамист[232].
- Русина, Ольга (57) — российская и польская пианистка и педагог[233] [www.forumklassika.ru/showthread.php?t=94458&s=6d0fe2efbbe571d2a87044fc798c559e].
- Садыков, Мурад (76) — туркменский певец, народный артист Туркменистана[234].
- Толкин, Виктор (91) — польский скульптор и архитектор, известен скульптурами, построенными в память о жертвах немецких концлагерей[235].
- Файзиев, Хатам Халматович (76) — узбекский оператор, заслуженный деятель искусств Узбекской ССР (1969)[236].
- Харрихаузен, Рэй (92) — американский постановщик спецэффектов, кинопродюсер, сценарист[237].
- Эргович, Мато (86) — югославский и хорватский актёр[238].
- Языджи, Ибрахим (65) — президент турецкого футбольного клуба «Бурсаспор»; сердечный приступ[239].

## 6 мая
- Ангелов, Йордан (49) — болгарский волейболист, серебряный призёр летних Олимпийских игр в Москве (1980)[240].
- Андреотти, Джулио (94) — итальянский политик, премьер-министр (1972—1973, 1976—1979, 1989—1992)[241].
- Апарисио Киспе, Северо (89) — перуанский католический ауксилиарий Куско[242].
- Карни, Стив (55) — британский футболист[243].
- Кнуйсен, Мишель (83) — бельгийский гребец, серебряный призёр летних Олимпийских игр в Хельсинки (1952) (двойка распашная без рулевого)[244].
- Магас, Эсперанса[исп.] (81) — венесуэльская и кубинская актриса (Реванш, Кассандра)[245].
- Мартланд, Стив (53) — британский композитор[246].
- Паниагуа, Хосе Луис (53) — колумбийский актёр[247].
- Рикмерс, Генри Петер (93) — немецкий политик[248].
- Сорионела, Франческо (84) — американский актёр[249].
- Шмидт, Юрген (68) — немецкий физик[250].
- Юданов, Антон Викторович (77) — общественный деятель республики Алтай, шаман народа тубаларов, актёр, режиссёр[251].

## 5 мая
- Артемьев, Виталий Сергеевич (81) — советский футболист («Локомотив» Москва), серебряный призёр чемпионата СССР (1959), обладатель Кубка СССР (1957)[252].
- Биберштайн, Михаэль (64) — швейцарский художник[253].
- Векеман, Дик (52) — бельгийский футболист[254].
- Кирш, Сара (78) — немецкая поэтесса[255].
- Куилл, Грег (66) — австралийский музыкант и журналист[256].
- Нойманн, Йоханн (83) — немецкий социолог[257].
- Попйорданов, Петр (48) — болгарский актёр; черепно-мозговая травма[258].
- Пройс, Лейф (85) — норвежский фотограф[259].
- Фальк, Росселла (86) — итальянская актриса[260].

## 4 мая
- Артёмова, Лариса Захаровна (63) — российский театральный режиссёр[261].
- Боуэн, Отис (95) — американский политик, губернатор Индианы (1973—1981), министр здравоохранения и социальных служб США (1985—1989)[262].
- Дюв, Кристиан де (95) — бельгийский цитолог и биохимик, первооткрыватель лизосомы, лауреат Нобелевской премии в области медицины (1974), эвтаназия[263].
- Красноречьев, Леонид Егорович (80) — российский архитектор-реставратор, создатель музея деревянного зодчества «Витославлицы» в Великом Новгороде, лауреат Государственных премий Российской Федерации в области литературы и искусства[264].
- Мачадо, Марио (78) — американский журналист, актёр и футбольный диктор, восьмикратный лауреат премии Эмми[265].
- Портильо де ла Лус, Сесар (90) — кубинский музыкант и композитор[266].
- Сайфутдинов, Дамир Шамилевич (51) — старший тренер сборной России по спидвею, завоевавшей бронзовые медали Кубка мира 2012 года, отец Эмиля Сайфутдинова[267].
- Соколов, Алексей Алексеевич (102) — старейший десантник России[268].
- Стокман, Жак (74) — бельгийский футболист[269].
- Франклин, Фредерик (98) — британо-американский артист балета, партнёр Александры Даниловой, Алисии Марковой, Тамары Тумановой[270].
- Хамраев, Бахтиёр (58) — узбекский правозащитник[271].
- Чиркин, Павел Александрович (92) — советский военачальник, генерал-майор.

## 3 мая
- Безденежный, Анатолий Дмитриевич (75) — солист Липецкой филармонии, народный артист РСФСР[272].
- Блау, Херберт (87) — американский театральный режиссёр[273].
- Брукс, Седрик (70) — ямайский саксофонист из группы «The Skatalites»[274].
- Вукелич, Бранко (55) — хорватский политик, министр экономики, труда и предпринимательства (2003—2008), министр обороны Хорватии (2008—2010)[275].
- Дрюэтт, Брэд (54) — австралийский теннисист, исполнительный директор и президент Ассоциации теннисистов-профессионалов[276].
- Картер, Кит (88) — американский пловец, серебряный призёр летних Олимпийских игр в Лондоне (1948) на дистанции 200 метров брассом[277].
- Керн, Дэвид (103) — американский фармацевт, создатель ораджела[278].
- Уваров, Андрей Васильевич (35) — первый заместитель руководителя Департамента науки, промышленной политики и предпринимательства Москвы; застрелен в Орле[279].
- Чадри Зульфикар Али — прокурор, государственный обвинитель по делу об убийстве бывшего премьер-министра Пакистана Беназир Бхутто; убийство[280].

## 2 мая
- Акс, Петер (86) — немецкий зоолог[281].
- Воядзис, Лифтерис (68) — греческий актёр[282].
- Жилин, Виталий Александрович (63) — российский военный историк и писатель, доктор исторических наук, генерал-лейтенант[283].
- Кей, Эдди (86) — американский джаз-саксофонист[284].
- Макфадден, Джозеф Патрик (65) — американский католический епископ Гаррисберга (2010—2013)[285].
- Мащенко, Николай Павлович (84) — советский, украинский кинорежиссёр, народный артист УССР, лауреат Государственной премии Украины, бывший генеральный директор Киевской киностудии художественных фильмов имени А. П. Довженко[286].
- Омер, Двора (80) — израильская детская писательница[287].
- Санфилиппо, Сильвестр (87) — американский врач, впервые описавший разновидность мукополисахаридоза, получившую название Синдром Санфилиппо[288].
- Селвидж, Сид (69) — американский блюзовый музыкант[289].
- Твигг, Рег (99) — британский солдат, последний военнопленный, участвовавший в строительстве Дороги Смерти[290].
- Турина, Иван (32) — хорватский футболист, вратарь АИК[291].
- Урфер, Зельма[нем.] (85) — швейцарская актриса и писательница[292].
- Ханнеман, Джефф (49) — американский гитарист и один из основателей американской трэш-метал-группы Slayer; печёночная недостаточность[293].
- Хэш, Фред (65) — менеджер экс-чемпиона мира по боксу Олега Маскаева[294].
- Шепелев, Лев Викторович (76) — российский художник, народный художник России, вице-президент Академии художеств, бывший ректор Суриковского института[295].
- Штильке, Карин (99) — немецкая фотомодель[296].

## 1 мая
- Броушек, Антонин (71) — чешский поэт и литературный критик[297].
- Буховцев, Борис Семёнович (79) — российский спортивный журналист[298].
- Гулый, Иван Михайлович (72) — украинский предприниматель-аграрий, Герой Украины (2008)[299].
- Гусов, Кантемир Николаевич (64) — доктор юридических наук, профессор; действительный член Академии социальных наук; президент Российской ассоциации трудового права и социального обеспечения; председатель Юридического комитета РФС[300].
- Келли, Крис (34) — американский рэп-музыкант из рэп-дуэта «Kris Kross», передозировка наркотиков[301].
- Моллика, Массимо (83) — итальянский актёр[302].
- Пардекопер, Пит (92) — нидерландский учёный-языковед[303].
- Племельден, Пьер (60) — французский футболист и тренер[304].
- Петраш, Юрий Григорьевич (82) — советский и российский исламовед, философ.
- Сатторов, Абдуджаббор (66) — таджикский политик и деятель образования, председатель Госкомитета по делам молодёжи спорта и туризма Республики Таджикистан (1991—1992), первый ректор Российско-Таджикского (Славянского) университета (1996—2006)[305].
- Сегай, Михаил Яковлевич — советский и украинский правовед.
- Уильямсон, Джон (94) — американский бизнесмен, генеральный директор «Williams Companies» (1949—1979)[306].
- Шуленбург, Лутц — немецкий журналист и издатель[307].
- Юдкаев, Джоб (78) — таиландский политик и экономист[308]